# Synurales
A Synurales a sárgamoszatok (Chrysophyceae) kis, többnyire édesvízi környezetben előforduló, szilikátpikkelyekkel fedett sejtekből álló rendje.

## Történet
A Synura nemzetséget 1834-ben javasolta a német Christian Gottfried Ehrenberg.
A Synuralest eredetileg a sárgamoszatok Ochromonadales rendjébe sorolták Mallomonadaceae vagy Synuraceae néven. Formálisan Andersen határozta meg a csoportot 1987-ben, aki önálló Synurophyceae osztályba sorolta a fő sárgamoszatkládok David Hibberd által javasolt szűkebb meghatározása alapján.
A sárgamoszatok és a Synurophyceae egyes rendszertanok, például Silar 2016-os rendszertana szerint közeli rokon kládok – de a Synurophyceae a sárgamoszatokon kívül szerepel – a sárgásmoszatokon belül. A modern rendszertanok a Synuralest a sárgamoszatok rendjeként sorolják be.

## Genetika
A Mallomonas annulata genomjának első vázlata 2025-ben jelent meg.

## Morfológia

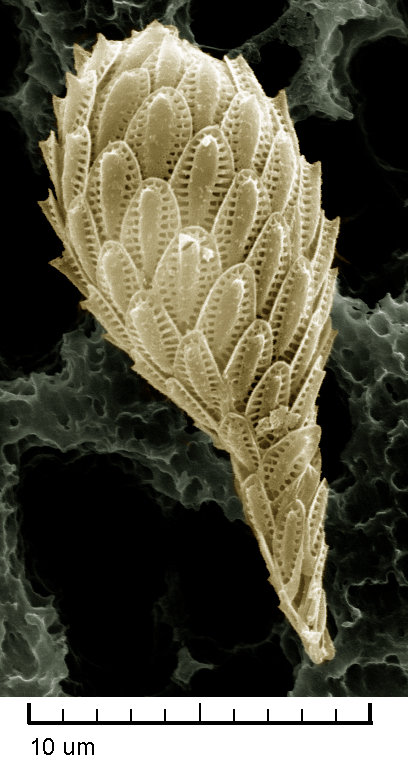
Synura petersenii-sejt, hamis színes kép pásztázó elektronmikroszkóppal (SEM)

Szilikátpikkelyek és tüskék fedik. A Synurában ezek a kloroplasztisz felszínén keletkeznek, melyből általában 2 van, de előfordulhat, hogy csak egy kétlebenyes plasztisz van. A sejtek 2 eltérő hosszú ostorral rendelkeznek, melyek egymással párhuzamosan elöl vannak, és ultraszerkezetük egyértelműen meghatározza a csoportot.

A Synurales felépítése

A Synurales elsősorban ostoros sejteket tartalmaz, egyes fajai bentikus palmelloid kolóniákat képezhetnek, úszó sejtjei általában 2 elülső ostorral rendelkeznek, közülük az egyik 3 részes tubuláris masztigonémákat tartalmaz hosszú és rövid laterális szálakkal. 2 mikrotubulusokból álló kinetoszómagyökere és 1 nagy, harántcsíkolt rizoplasztja van.

## Életciklus
Ivartalan és izogám ivaros szaporodás egyaránt ismert a kládban.

## Rendszertan
A Synuralest Jo  et al. 2016-ban 3 családra osztotta, bennük egy-egy nemzetséggel:
- Mallomonadaceae Diesing, 1866
  - Mallomonas Perty, 1852
- Synuraceae Lemmermann, 1899 emend. B. Y. Jo, J. I. Kim, W. Shin, P. Škaloud et P. Siver, 2016
  - Synura Ehrenberg, 1834
- Neotessellaceae B. Y. Jo, J. I. Kim, W. Shin, P. Škaloud et P. Siver, 2016
  - Neotessella B. Y. Jo, J. I. Kim, W. Shin, P. Škaloud et P. Siver, 2016 (=Tessella Playfair, 1915 nom. illeg.)

Adl  et al. 2019-es rendszertana ezenkívül ide sorolja a Chrysodidymus nemzetséget is.

## Fordítás
Ez a szócikk részben vagy egészben  a   Synurid című angol Wikipédia-szócikk ezen változatának fordításán alapul.  Az eredeti cikk szerkesztőit annak laptörténete sorolja fel. Ez a jelzés csupán a megfogalmazás eredetét és a szerzői jogokat jelzi, nem szolgál a cikkben szereplő információk forrásmegjelöléseként.